# Max Weber (kolarz)
Max Weber (ur. 9 sierpnia 1964) – niemiecki niepełnosprawny kolarz. Wicemistrz paraolimpijski z Pekinu w 2008 roku.

## Medale Igrzysk Paraolimpijskich

### 2008
- – Kolarstwo – wyścig uliczny – HC B